# Maaß (Bergbau)
Als Maaß oder Maaßen (früher auch Maß, Maße, Maass oder Maasse geschrieben) werden oder wurden im Bergbau bestimmte Grubenfelder festgelegter Größe oder Teile davon bezeichnet. In Österreich bezeichnet Grubenmaß ein 48.000 m² großes Areal, das mit weiteren Grubenmaßen oder Überscharen ein Grubenfeld bildet. Bis in die zweite Hälfte des 19. Jahrhunderts wurden in den meisten mitteleuropäischen Bergrevieren, die an eine Fundgrube angrenzenden und zumeist etwas kleineren Grubenfelder, als Maßen bezeichnet. Mit der Einführung des Allgemeinen Berggesetzes für die Preußischen Staaten und der daran angelehnten Berggesetze wurden Fundgruben wie Maßen für die meisten deutschen Bergbaugebiete abgeschafft.

## Schreibweise
Seit der Einführung einer einheitlichen deutschen Rechtschreibung im Jahr 1901 wird Maß auch im bergrechtlichen Sinn in der wissenschaftlichen Literatur der beteiligten Disziplinen wie Bergbaugeschichte, Denkmalpflege und Rechtsgeschichte „Maß“ geschrieben. Vom 16. bis ins 19. Jahrhundert hinein waren unterschiedliche Schreibweisen in Gebrauch, darunter auch Maß, Maaß oder Maas. Vor allem im sächsischen Erzgebirge hat sich die Schreibweise „Maaß“ bis heute in manchen Grubennamen erhalten.

## Grundlagen
Der Erwerb von Bergwerkseigentum erfolgt durch Mutung und Verleihung, wobei das Bergwerkseigentum auf das jeweils verliehene Grubenfeld beschränkt und somit räumlich begrenzt ist.

## Historisches
Die Größe einer Fundgrube, die dem ersten Muter einer Lagerstätte verliehen wurde, wird schon im Freiberger Bergrecht A, um 1300 niedergeschrieben, und im Iglauer Bergrecht, um 1240 niedergeschrieben, mit einer Länge von 7 Lehen angegeben. Beide Bergrechte sind die Grundlage aller europäischen Bergordnungen. Alle weiteren, auf derselben Lagerstätte verliehenen Grubenfelder waren kleiner als die Fundgrube. Ab Beginn des 16. Jahrhunderts taucht für diese Grubenfelder in den Bergordnungen der Begriff Maaßen auf. Diese Maaßen konnten ebenfalls vom Inhaber der Fundgrube oder – falls dieser kein Interesse hatte – von jedem anderen gemutet werden. Ein Feld mit einer Größe von zwei Maaßen wurde Doppelmaaße genannt.
Die Maaße oberhalb der Fundgrube wurden die obern Maaßen, obere Maaße oder auch Obermaaße genannt. Die unterhalb der Fundgrube liegenden Maaße wurden als die untern Maaßen, untere Maaße oder Untermaaße bezeichnet. Maaße wurden stets vom Ende der Fundgrube an vermessen, dieses Vermessen der Maaßen ab den Lochsteinen der Fundgrube nannte man „Maaße anhalten“. Die Maaße mussten, damit sie nicht wieder ins Bergfreie fielen, mit mindestens einem Hauer betriebsmäßig belegt sein. Diesen Vorgang nannte man „der Maaßen bauhaftig werden“, das betriebsmäßige Belegen der Maaßen nannte man „Maaßen belegen“. Eine neu gemutete Maaß konnte nur vermessen werden, wenn durch diese Maaß kein schon belehntes Feld berührt wurde. Dieses nannte man „die Maaßen einbringen“.

## Abmessungen
Die Abmessungen der Maaßen waren in den einzelnen Bergbaurevieren recht unterschiedlich. Im Freiberger Bergbaurevier betrug die Länge einer Maaß 60 Lachter. Im sächsischen Obergebirge betrug die Länge 42 Lachter, die Breite betrug 14 Lachter. Bei Gängen wurde nur der Länge nach gemessen, bei flözartigen Lagerstätten und Stockwerken wurde die Lagerstätte geviert. Nach der neueren sächsischen Bergordnung gab es dann nur noch diese Maßeinheit. Die Maßeinheit für Raseneisenstein betrug 100.000 Quadratlachter, für ein Seifenfeld 10.000 Quadratlachter, für alle anderen Lagerstätten 1000 Quadratlachter. Bei Raseneisenstein und Seifenfeldern galt jedoch die Verleihung nicht bis in die ewige Teufe. Im Harzer Bergbau entsprach eine Maaß einer Länge von 28 Lachter. Nach dem allgemeinen österreichischen Berggesetz vom 23. Mai 1854 entsprach ein Grubenmaß einer rechteckigen Fläche mit einem Flächeninhalt von 12,544 Wiener Quadratklafter. Da nach dem österreichischen Berggesetz ein Grubenmaß ein Körperraum sein musste, erstreckte sich die Verleihung des Grubenmaßes in der Regel bis in die ewige Teufe.

## Heutige Regelungen
Nach dem 36. österreichischen Mineralrohstoffgesetz von 1999 ist ein Grubenmaß ein in der Tiefe nicht beschränkter Raum. Die Fläche dieses Raumes bildet ein ebenes Rechteck mit einem Flächeninhalt von 48.000 Quadratmeter (4,8 Hektar). Dabei dürfen die kurzen Seiten des Rechtecks 120 Meter nicht unterschreiten. In Deutschland werden Maaßen als Maßeinheiten für Grubenfeldgrößen nach dem Bundesberggesetz nicht mehr verwendet.